# Спінювачі
Спінювачі — реаґенти, які спричиняють утворення піни, надають рідині здатності до утворення піни. Спінювачі — це поверхнево-активні речовини, які концентруються на межі розділу фаз «рідина (вода) — газ (повітря)» і зменшують поверхневий натяг; вони сприяють збереженню повітряних бульбашок у дисперсному стані і перешкоджають їхній коалесценції. Використовують для винесення рідини з вибоїв газових свердловин, для ремонту свердловин, у процесах флотаційного збагачення корисних копалин, а також у складі піноутворюючих рідин для пилопридушення і гасіння пожеж. Типові С., які використовуються при флотації, — органічні поверхнево-активні речовини, які мають властивість адсорбуватися на поверхні рідина-газ і сприяють збільшенню дисперсності бульбашок газу і підвищення стійкості піни.
Завдяки підвищенню стійкості мінералізованої бульбашки, що спливає на поверхню, спінювачі збільшують стійкість флотаційної піни.
Спінювачі входять до основних реагентів флотації.

## Будова і властивості спінювачів
Як спінювачі найбільш широко застосовуються гетерополярні поверхнево-активні речовини, які містять полярну (водоактивну) і неполярну (повітря-ноактивну) частини. Речовини такого типу при адсорбції на межі розділу «повітря — вода» орієнтуються полярною групою до води, а неполярною — до повітряної фази. У хімічному відношенні спінювачі є похідними органічних вуглеводних сполук і можуть бути йоногенними (аніонними або катіонними) і нейоногенними. Полярні групи спінювачів можуть бути представлені гідроксилом (ОН), карбоксилом (СООН), карбонілом (СО), аміногрупою (NH2), сульфогрупою (OSO2OH або SO2OH). Аполярна частина молекули може бути представлена алкільним або арильним замісником. Молекули спінювачів звичайно містять один вуглеводневий замісник і одну або декілька полярних груп.
Поверхнева активність залежить від роду полярної групи, числа, довжини і будови вуглеводних ланцюгів у молекулі. При однаковому числі атомів у вуглеводневому заміснику карбонові кислоти мають більшу активність, ніж спирти. Однак для практичних потреб краще користатися спиртами з полярними групами — ОН, що не йонізуються, ніж карбоновими кислотами, полярна група яких — СООН може йонізуватися при зміні рН (при цьому різко змінюється їхня піноутворююча здатність, а також флотованість мінералів в результаті взаємодії з мінеральною поверхнею). Такі недоліки карбонових кислот існують і для інших спінювачів з аніонними і катіонними полярними групами, що йонізуються. При збільшенні довжини вуглеводневого ланцюга на одну групу =СН2 поверхнева активність спінювачів збільшується приблизно у 3 рази, при цьому кращими піноутворюючими властивостями володіють сполуки з нерозгалуженим вуглеводневим ланцюгом. На практиці звичайно використовують спінювачі, які містять в ланцюзі від 5 до 12 атомів вуглецю, розчинність цих спінювачів становить 0,2 — 5 г/л. Спінювачі з більшою довжиною вуглеводневого ланцюга, хоча і володіють високою поверхневою активністю, але так малорозчинні у воді, що їхня концентрація недостатня для нормального піноутворення. Спінювачі з малим числом атомів вуглецю у ланцюзі також не застосовуються внаслідок їхньої малої поверхневої активності і слабких піноутворюючих властивостей.
Залежно від характеру впливу водневого показника (рН) розрізняють основні, кислі і нейтральні спінювачі. Основні спінювачі мають максимальну піноутворюючу здатність у лужному середовищі. Піноутворююча здатність кислих спінювачів знижується з підвищенням лужності пульпи. До кислих спінювачів належать фенольні реагенти (крезол, ксиленол, феноловмісні деревні мас-ла і ін.), а також алкіларилсульфонати (детергенти, азоляти). Найбільшу групу складають нейтральні спінювачі, які підрозділяються на ароматичні і аліциклічні спирти (Т-66, ІМ-6-8 і ін.) і нейтральні реагенти, які містять речовини з ефірними зв'язками (ОПСБ, діалкілфталати, масло Х та ін.).

## Приклади найбільш розповсюджених спінювачів
З великої кількості сполук, запропонованих як спінювачі, найбільше поширення отримали гетерополярні сполуки: соснова олія, синтетичні реагенти, ОПСБ, Т-66, МІБК, циклогексанол, Е-1, ТЕБ, Д-3 і ін.
Соснова олія — суміш ароматичних спиртів терпенового ряду з аромати-чними вуглеводнями, що виділяється при перегонці скипидару-сирцю. Основ-ним діючим компонентом є ароматичний спирт — терпінеол. Залежно від сорту А, Б або В вміст терпінеолу у сосновій олії становить 60, 50 або 40 %. Соснова олія володіє слабими збірними властивостями. Застосовується безпосередньо або у вигляді емульсій. Витрати соснової олії становлять 10 — 100 г/т. Соснова олія раніше застосовувалася при флотації майже усіх типів мінеральної сировини. Сьогодні галузь її застосування значно звузилася у зв'язку з упровадженням синтетичних реагентів.
Циклогексанол — синтетичний реагент, який являє собою циклічний спирт. Циклогексанол практично не володіє збірними властивостями, дає крихку піну. Циклогексанол використовується при селективній флотації поліметаліч-них руд. Застосовується у вигляді водних розчинів або емульсій. Витрати цик-логексанолу становлять 50 — 150 г/т.
Метилізобутилкарбінол (МІБК) є вторинним гексиловим спиртом. Метилізобутилкарбінол використовується у багатьох хімічних виробництвах. Володіє високою селективністю і технологічною ефективністю при фло-тації руд і вугілля. Застосовується безпосередньо або у вигляді 5 — 10 % водних емульсій. Витрати МІБК становлять 10 — 50 г/т.
Реагент ВВ-2 — складається з аліфатичних дво- і триатомних спиртів, основним його діючим компонентом є тетрагідрофурфуриловий спирт. Реагент ВВ-2 добре розчиняється у воді і застосовується при флотації руд кольорових металів замість токсичного крезолу і дефіцитного циклогексанолу. Застосовується безпосередньо або у вигляді водних розчинів. Витрати реагенту ВВ-2 становлять 50 — 200 г/т.
Реагент Е-1 являє собою суміш монобутилових ефірів поліетиленгліколів. За здатністю до піноутворення реагент Е-1 близький до спиртових спінювачів. Застосовується у вигляді 3 –5 % водних розчинів. Витрати реагенту Е-1 становлять 10 — 50 г/т.
Спінювач ОПСМ являє собою суміш монометилових ефірів поліетиленгліколів. ОПСМ за піноутворюючою здатністю є аналогом реагенту Е-1 і американського Даурофосу-250. ОПСМ використовується при селективній флотації поліметалічних руд. ОПСМ малотоксичний, добре розчиняється у воді і застосовується у вигляді розчинів. Витрати ОПСМ становлять 20 — 80 г/т.
Спінювач ОПСБ являє собою суміш монометилових ефірів поліетиленгліколів. ОПСБ є сильнішим спінювачем ніж Е-1 і ОПСМ. На відміну від інших спінювачів ОПСБ може забезпечувати при відносно малій витраті добре піноутворення у присутності вуглеводних масел. У зв'язку з цим має перевагу перед іншими спінювачами при флотації молібденових, мідно-молібденових, мідних та інших руд, які флотують з добавками вуглеводневих масел. ОПСБ добре розчинний у воді, малотоксичний. Застосовується у вигляді водних розчинів або емульсій. Витрати ОПСБ у 2 — 3 рази менші, ніж соснової олії.
Триетоксибутан (ТЕБ) належить до сильних спінювачів. Перевагою ТЕБ є його властивість протягом декількох днів розкладатися у водних розчинах на нешкідливі продукти, внаслідок чого хвостові води, які містять ТЕБ не потребують спеціального очищення. Витрати ТЕБ у 2 — 3 рази менші, ніж соснової олії.
Реагент Д-3 являє собою диметиловий ефір фталевої кислоти. Д-3 за піноутворюючою здатністю поступається реагентам ТЕБ і ОПСМ і не перевершує їх за селективністю. Д-3 нетоксичний і може застосовуватись при флотації поліметалічних руд. Витрати Д-3 становлять 25 — 75 г/т.
Спінювач Т-80 являє собою суміш гетероциклічних спиртів, переважно одно- і двоатомних спиртів піранового і діоксанового ряду. Завдяки досить постійному складу, малій токсичності, технологічній ефективності Т-80 є одним з основних спінювачів при флотації різних типів руд і вугілля. Витрати Д-3 становлять 20 — 100 г/т.
Масло Х являє собою суміш циклічних спиртів (циклогексанолу і дициклогексанолу), ефірів карбонових і дикарбонових кислот, вуглеводів. Масло Х використовується при флотації вугілля, його перевагою є стійкість до гасіння піни аполярними збирачами. Масло Х нерозчинне у воді. Витрати масла Х становлять 100—200 г/т.
Реагент ДС-РАС являє собою суміш алкіларилсульфонатів з 5 — 11 атомами вуглецю у заміснику, тобто є аніоноактивним спінювачем. ДС-РАС добре розчиняється у воді, володіє сильними піноутворюючими і помітними збірними властивостями. У зв'язку з цим він найшов застосування при флотації баритових і свинцевовмісних руд, а також при жирнокислотної флотації доломіту з фосфатних руд у кислому середовищі.
Реагенти ОП-4, ОП-7, ОП-10 є оксиетилованими алкілфенолами. За своїм призначенням реагенти ОП є емульгаторами спінювачів і збирачів. Добавка реагентів ОП зменшує витрату збирача, понижує стійкість піни до необхідної межі, покращує диспергування шламових флокул, що підвищує якість концентрату і продуктивність фільтрів.